# Simeon von Trier

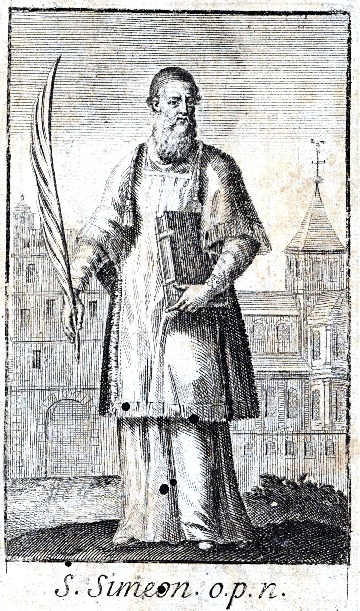
St. Simeon von Trier vor der zur Kirche umgebauten Porta Nigra; Fantasiedarstellung in einem Stich der Zeit um 1700

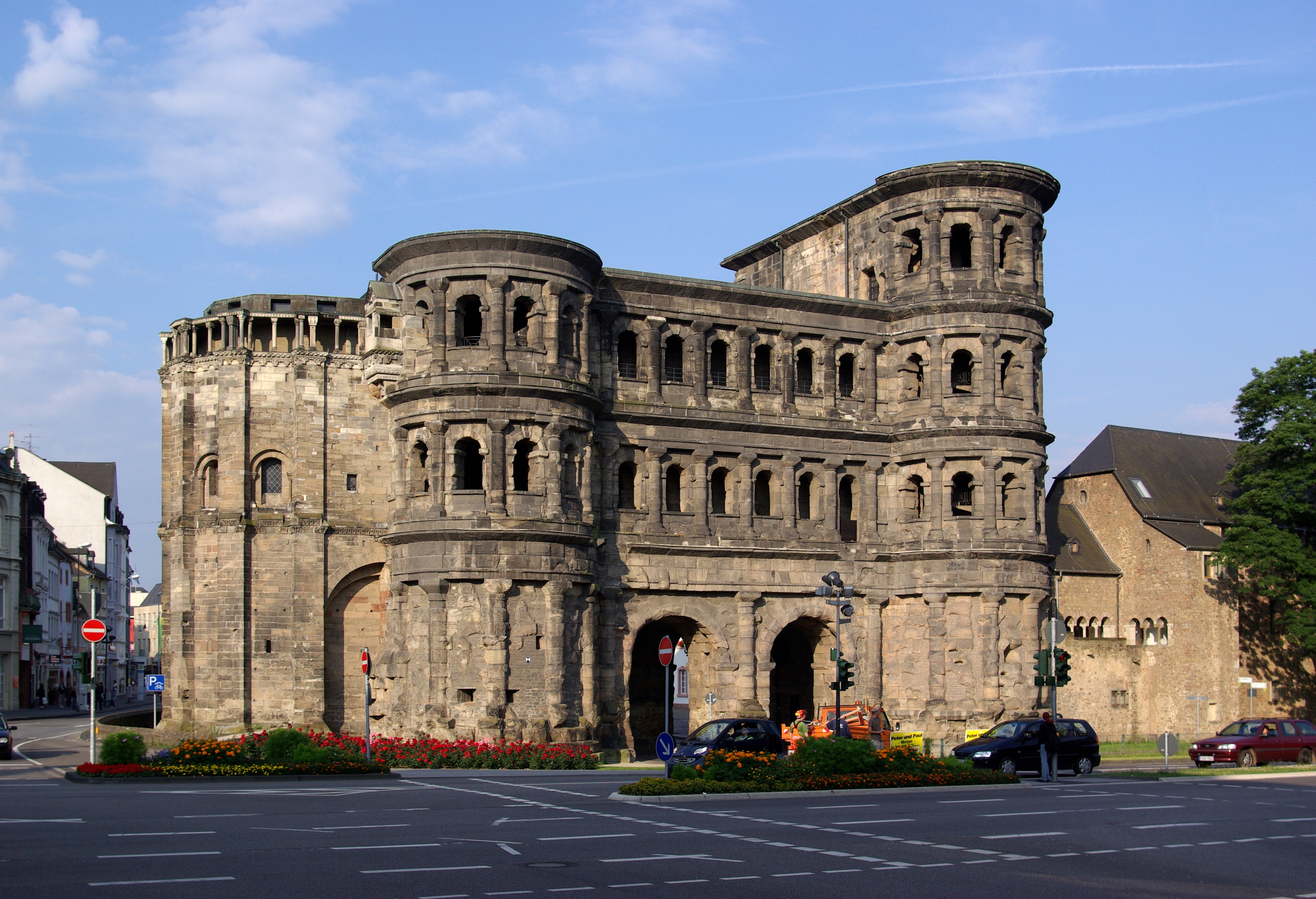
Porta Nigra in Trier, in dessen östlichen Turm (im Bild links) sich Simeon einmauern ließ

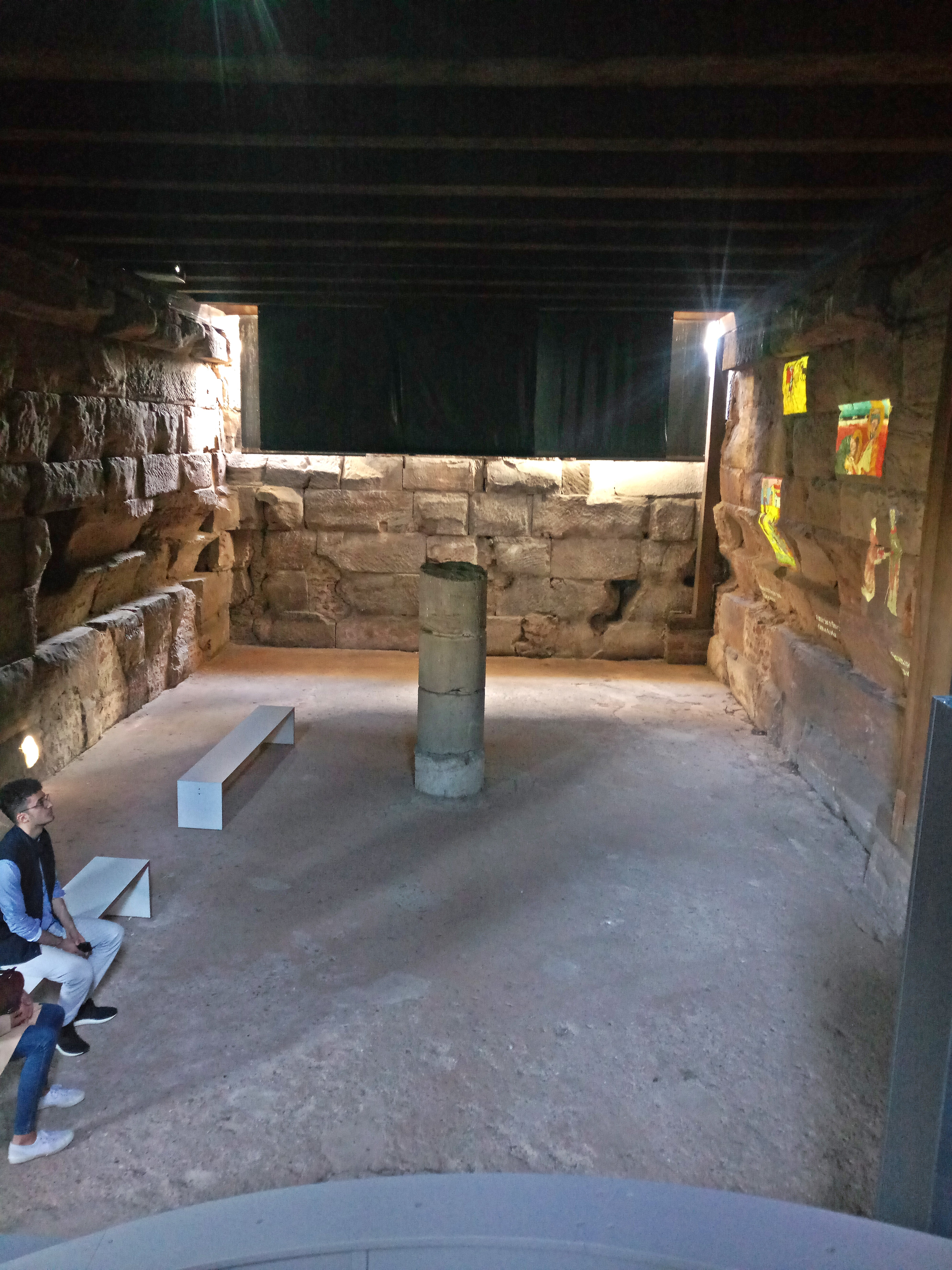
Simeonsklause im Ostturm der Porta Nigra während einer multimedialen Präsentation

Der heilige Simeon von Trier (* um 980/990 in Syrakus auf Sizilien; † 1. Juni 1035 in Trier) war ein byzantinischer Mönch, der sein Leben als Eremit beschloss. Sein Gedenktag ist der 1. Juni.

## Leben
Simeon wurde als Sohn eines griechischen Offiziers im damals muslimischen Syrakus geboren, wuchs in Konstantinopel auf und wurde dort ausgebildet. Er war sieben Jahre lang als Pilgerführer in Jerusalem und in Palästina tätig. Dann verbrachte er zwei Jahre als Mönch im Marienkloster in Bethlehem, später wechselte Simeon ins Katharinenkloster am Sinai, wo er sich auf das spätere Leben als Einsiedler vorbereiten wollte.
Von seinem Abt wurde er zum jährlichen Almosenempfang zu Herzog Richard II. der Normandie gesandt. Dabei wurde sein Schiff von Piraten angegriffen, aber er konnte sich ans Ufer retten. Trotzdem setzte er seinen Weg fort und schloss sich unterwegs 1026 den Äbten Richard von St. Vanne und Eberwin von St. Martin (Trier) an, die auf der Rückreise von Jerusalem waren.
Bei seiner Ankunft in Rouen (1027) war der Herzog Richard II. jedoch bereits verstorben. Eberwin von St. Martin stellte ihn im selben Jahr Erzbischof Poppo vor und man beschloss, dass Simeon den Trierer Erzbischof Poppo auf dessen Pilgerfahrt ins Heilige Land (1028–1030) begleiten sollte. Nach ihrer gemeinsamen Rückkehr ließ sich Simeon am Andreasfest 1030 feierlich in den östlichen Turm des mächtigen römischen Stadttores der Porta Nigra in Trier einmauern, um dort ganz zurückgezogen im Gebet als Eremit (Einsiedler) leben zu können. Nach dem Glauben in der Bevölkerung war er wundertätig.
Auf seinen Reisen legte er etwa 25.000 Kilometer zurück. Hilfreich war, dass er Griechisch, Ägyptisch, Arabisch, Syrisch und Romanisch sprach.

## Nachleben und Verehrung
Erzbischof Poppo und Eberwin von St. Martin bewirkten nach seinem Tod, dass er bereits im Dezember 1035 durch Papst Benedikt IX. heiliggesprochen wurde. Damit war Simeon nach Ulrich von Augsburg der zweite Heilige, der offiziell kanonisiert wurde. 1041 begann Erzbischof Poppo mit der Umgestaltung der römischen Porta Nigra zu einer Kirche, dadurch war das Gebäude davor geschützt, wie andere im Mittelalter als Steinbruch benutzt zu werden. Das Obergeschoss des östlichen Turms wurde dabei abgerissen. Neben der Kirche wurde das Simeonstift errichtet, heute Städtisches Museum Simeonstift. Im Jahr 1400 wurden Simeons Gebeine feierlich erhoben. Die Kirche des heiligen Simeon war das Ziel von lokalen Wallfahrten. Im Jahr 1803 wurden auf Napoleons Befehl die mittelalterlichen Anbauten der Porta Nigra größtenteils wieder abgetragen, um den römischen Gesamteindruck des Baues wiederherzustellen.
Der spätbarocke Sarkophag und die Reliquien kamen daraufhin in die Kirche St. Gervasius (damals noch auf dem Gelände der Kaiserthermen). Nach der Versteigerung von St. Gervasisus auf Abbruch (1803) gelangten Sarkophag und Reliquien unter die Obhut der Kirche St. German, in der Trierer Neustraße (seitdem St. German / St. Gervasius). 1971 wurden Reliquien und Grabmal in die Krypta der 1966 eingeweihten, 2019 jedoch wieder profanierten Kirche St. Simeon überführt. Ein griechisches Lektionar (Codex Simeonis, 10./11. Jh.) und eine nadelgebundene Mütze des heiligen Simeon (der Überlieferung nach aus Kamelhaar, tatsächlich aber aus brauner Schafwolle) werden im Trierer Domschatz aufbewahrt. Verloren ging erst in der Neuzeit Simeons griechisches Euchologion (Palästina, vor 1030), aus dem Ambrosius Pelargus (Storch) noch 1540 die Chrysostomos-Liturgie ins Lateinische übersetzt hatte: Divina ac sacra liturgia sancti Ioannis Chrysostomi. Interprete Ambrosio Pelargo Niddano, O. P. (Worms 1541).
Im Ostturm der Porta Nigra ist die sogenannte Simeonsklause zugänglich, nach der Überlieferung der Raum, in dem sich der Heilige einmauern ließ und wo er starb. Hier findet heute fortlaufend eine multimediale Präsentation seines Lebens statt.

## Galerie

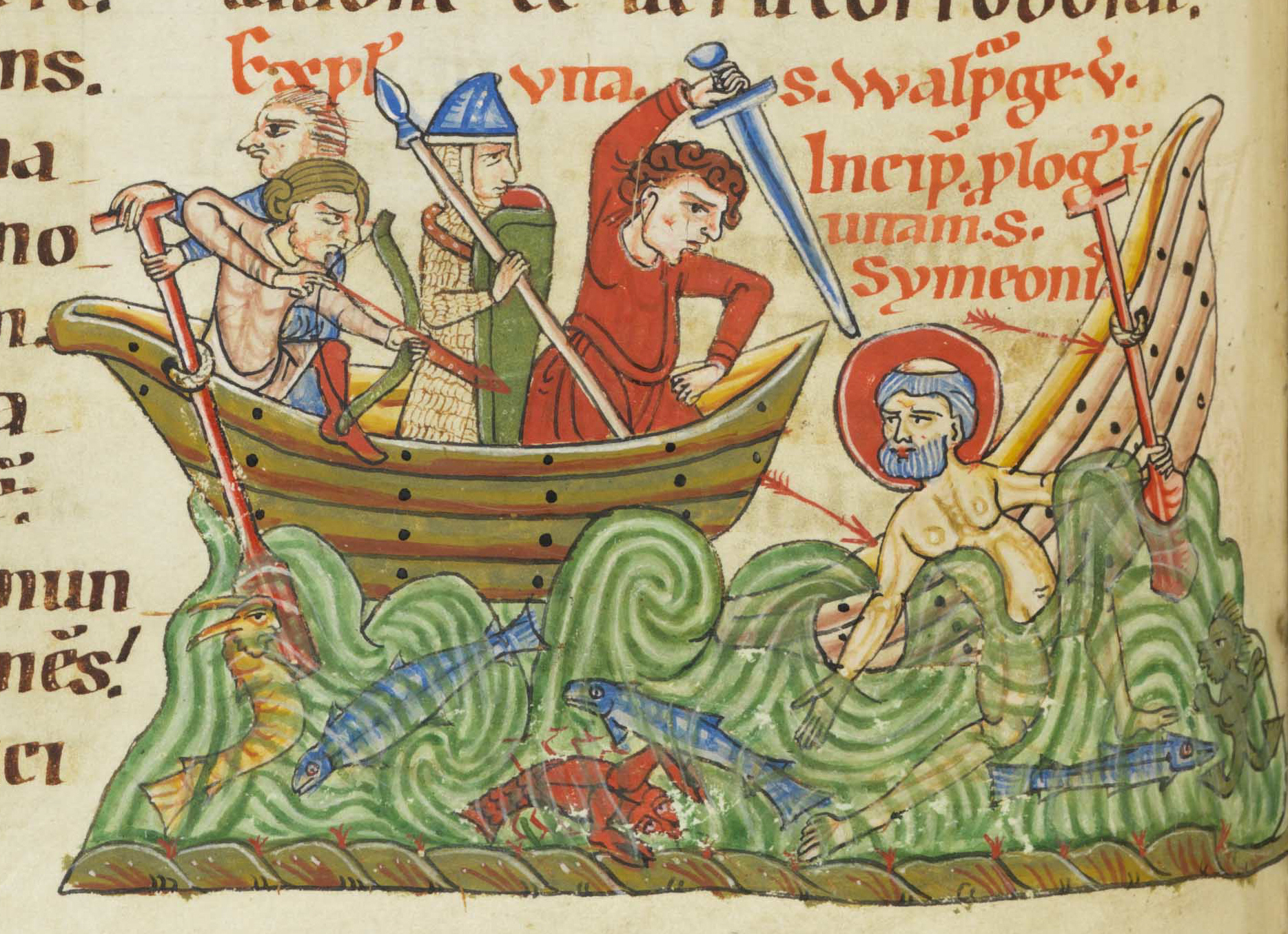
St. Simeon wird auf dem Nil von Piraten überfallen, Miniatur um 1200
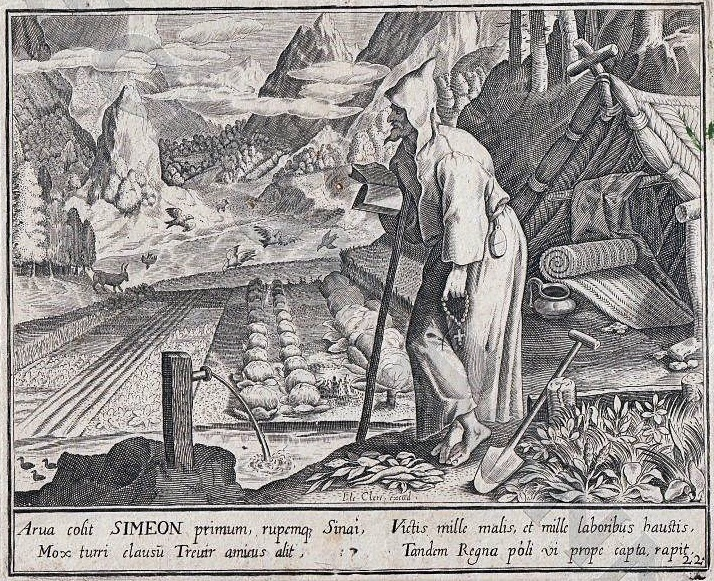
St. Simeon als Einsiedler in Sinai
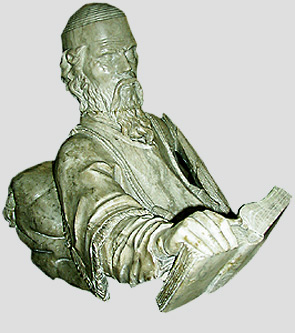
Darstellung St. Simeons auf seinem Barocksarkophag
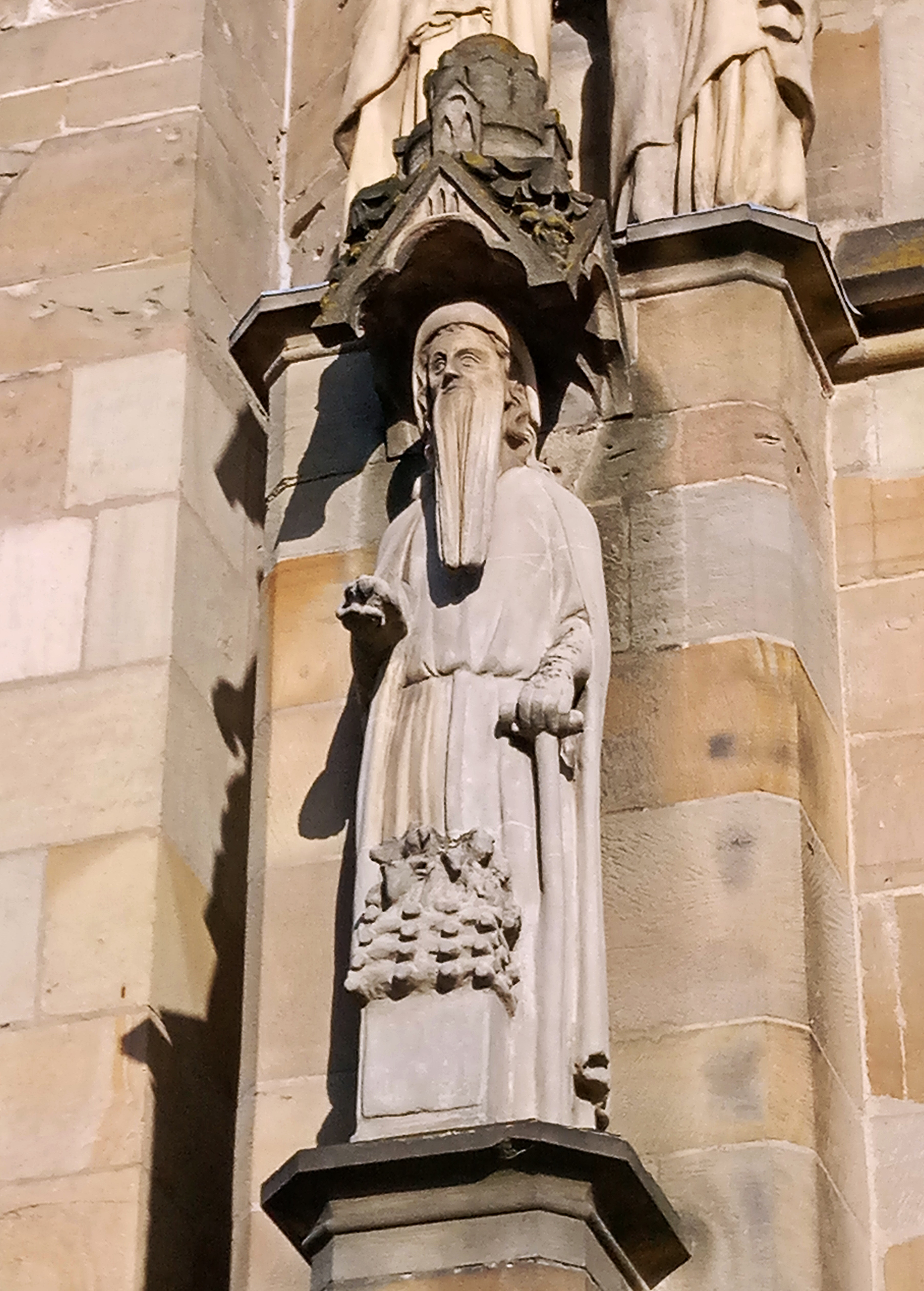
St. Simeon, Liebfrauenkirche Trier, Westfassade
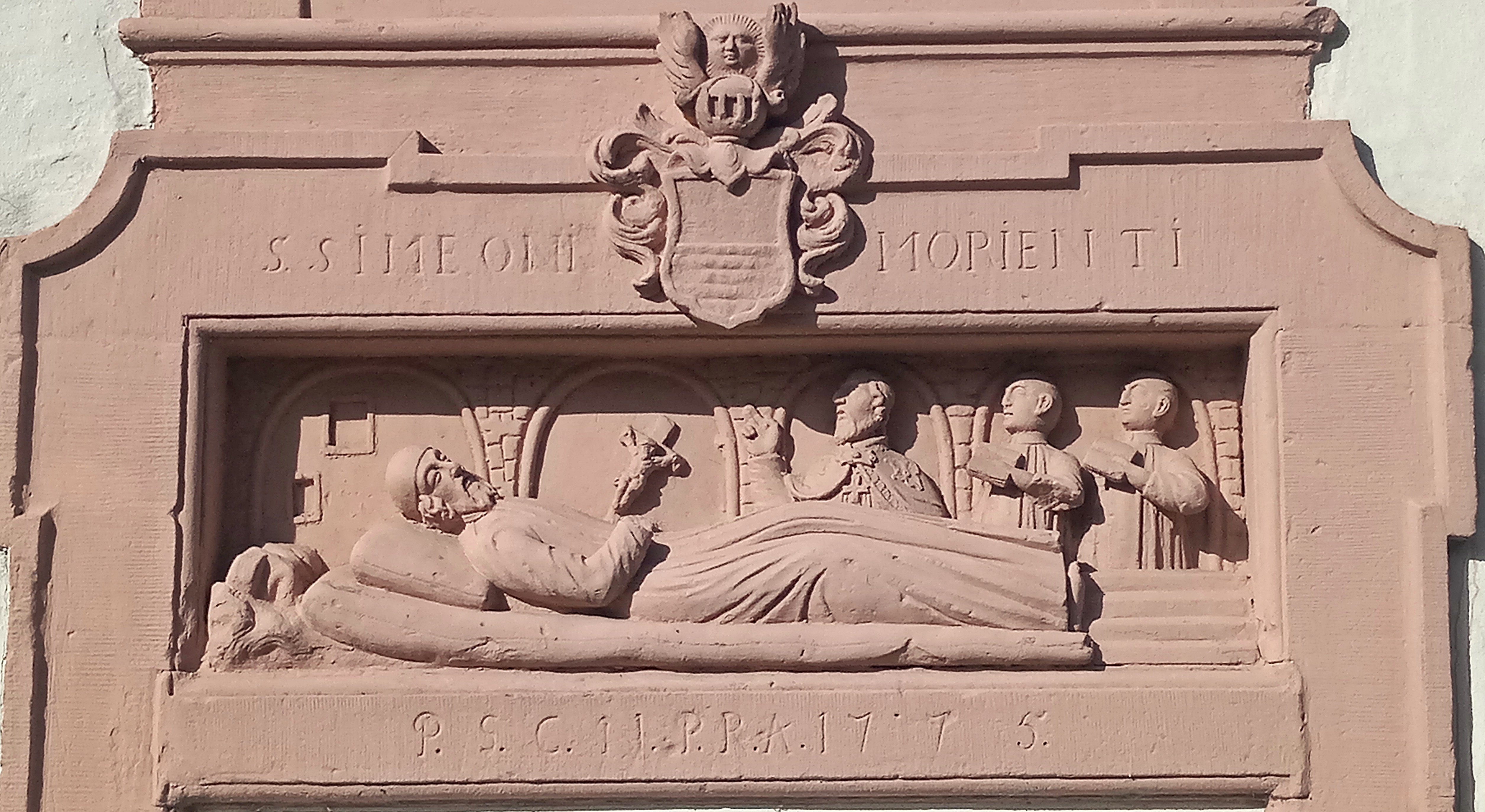
Tod des Hl. Simeon, Relief ehem. Simeonsstift Trier, 1775
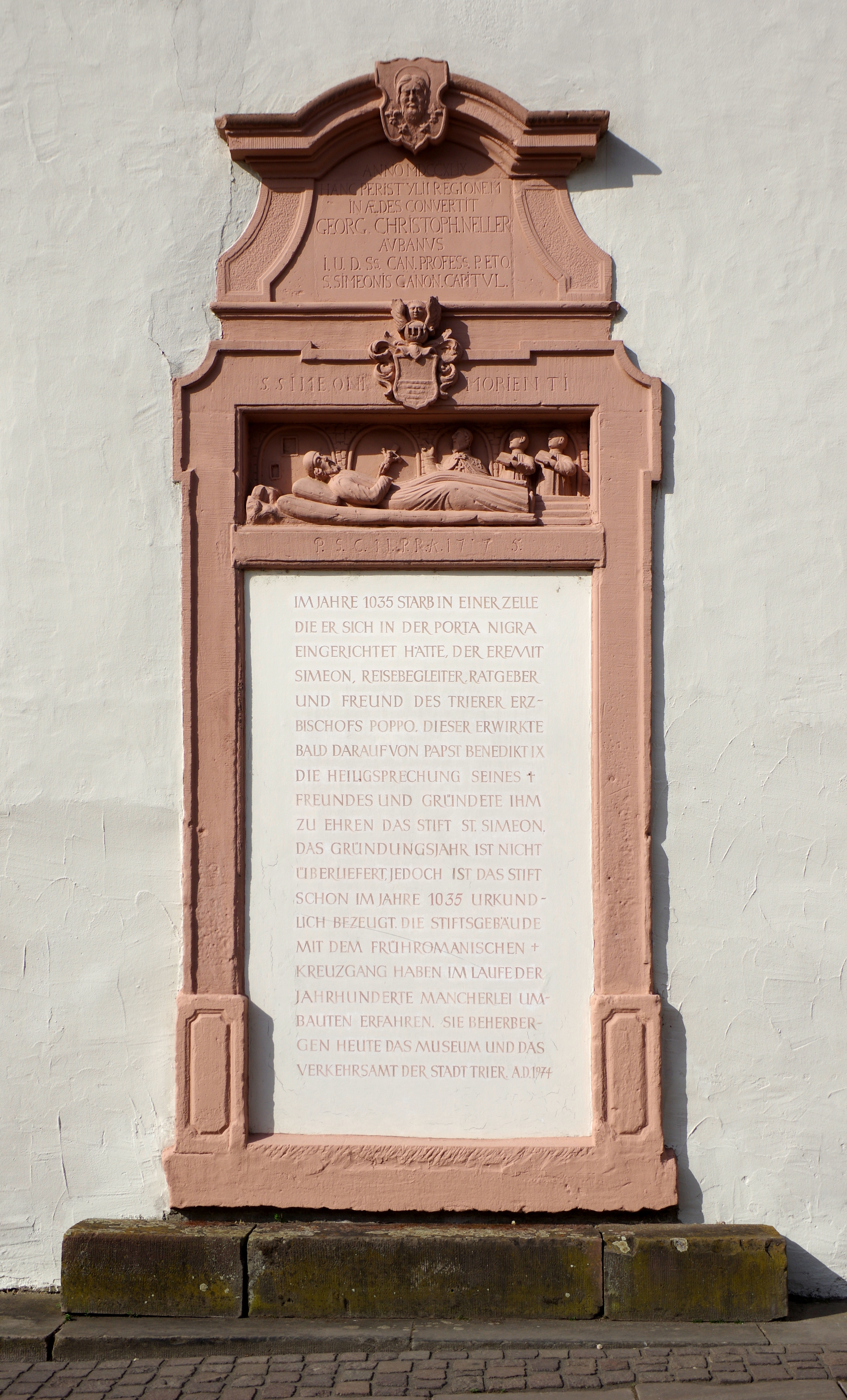
Gedenkinschrift an den Heiligen, ehem. Simeonsstift Trier
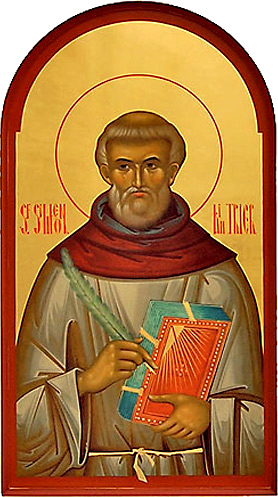
St. Simeon, Ikone, Dom, Trier